# Saprinus externus
Saprinus externus är en skalbaggsart som först beskrevs av Fischer de Waldheim 1823.  Saprinus externus ingår i släktet Saprinus och familjen stumpbaggar. Inga underarter finns listade i Catalogue of Life.